# Socket 423
Socket 423 – gniazdo procesora typu ZIF na płycie głównej. Jest kompatybilny wyłącznie z pierwszymi wersjami procesorów Pentium 4. Socket ma 423 otwory na piny procesora i wymiary 61x73 mm.